# Vasticardium kenyanum
Vasticardium kenyanum is een tweekleppigensoort uit de familie van de Cardiidae. De wetenschappelijke naam van de soort is voor het eerst geldig gepubliceerd in 1930 door Cox.